# لوری پتی
 لوری پتی (انگلیسی: Lori Petty؛ زادهٔ ۱۴ اکتبر ۱۹۶۳) یک هنرپیشه، کارگردان، و فیلم‌نامه‌نویس اهل ایالات متحده آمریکا است. وی از سال ۱۹۸۵ میلادی تاکنون مشغول فعالیت بوده‌است.
از فیلم‌ها یا برنامه‌های تلویزیونی که وی در آن نقش داشته است می‌توان به ویلی آزاد، نقطه شکست، لیگ خودشان، اکنون در ارتش، طعمه راک اند رول، عدالت شاعرانه و مرد کادیلاک اشاره کرد.